# Джамалов, Абдулхамит
Абдулхамит Джамалов (род. 1924) — участник Великой Отечественной войны, полный кавалер ордена Славы.

## Биография
Родился 15 июня 1924 года в селе Ауваль ныне Ферганского района Ферганской области Узбекистана в семье крестьянина. Таджик. Член ВКП(б)/КПСС с 1944 года. Окончил 7 классов. Работал в колхозе.
В Красной Армии с 1942 года. В боях Великой Отечественной войны с 25 октября 1943 года.
Заряжающий 45-миллиметровой пушки 86-го гвардейского истребительно-противотанкового дивизиона (82-я гвардейская стрелковая дивизия, 8-я гвардейская армия, 1-й Белорусский фронт) гвардии младший сержант Джамалов в бою 20 августа 1944 года в 8 километрах юго-восточнее города Варка (Польша) вместе с наводчиком под артиллерийским и миномётным огнём подбил из орудия два средних танка противника, затем в составе батареи участвовал в отражении атаки бронированных машин врага.
Приказом командира 82-й гвардейской стрелковой дивизии № 68/Н от 23 августа 1944 года за мужество, проявленное в боях с врагом, гвардии младший сержант Джамалов награждён орденом Славы 3-й степени (№ 126796).
14-19 января 1945 года при прорыве глубоко эшелонированной обороны противника севернее города Радом (Польша) и освобождении города Лодзь наводчик орудия гвардии сержант Джамалов поразил три пулемёта, противотанковое орудие и свыше десяти вражеских солдат.
Приказом по 8-й гвардейской армии от 4 марта 1945 года гвардии сержант Джамалов награждён орденом Славы 2-й степени (№ 22689).
19 февраля 1945 года в бою за форт «Цитадела» крепости Познань наводчик орудия 86-го гвардейского истребительно-противотанкового дивизиона, гвардии сержант Джамалов, под сильным ружейно-пулемётным огнём, получив четыре ранения, не ушёл с поля боя и огнем своего орудия уничтожил пулемёт противника.
Приказом по 8-й гвардейской армии № 582/Н от 15 апреля 1945 года гвардии сержант Джамалов повторно награждён орденом Славы 2-й степени.
В уличных боях за Берлин 29 апреля — 1 мая 1945 года командир орудия 107-го гвардейского истребительно-противотанкового артиллерийского полка (8-я отдельная истребительно-противотанковая артиллерийская бригада, 3-я ударная армия, 1-й Белорусский фронт) гвардии старший сержант Джамалов огнём прямой наводкой уничтожил два орудия, подавил две пулемётные точки, рассеял до взвода пехоты и в составе батареи отразил две контратаки противника.
Приказом по 3-й ударной армии от 8 июня 1945 года гвардии старший сержант Джамалов в третий раз награждён орденом Славы 2-й степени.
Указом Президиума Верховного Совета СССР от 7 июня 1968 года в порядке перенаграждения Джамалов Абдулхамит удостоен ордена Славы 1-й степени (№ 2993).
Демобилизован в феврале 1947 году. Вернулся на родину. Работал агрономом по шелководству в совхозе «Фергана». Жил в селе Дамкуль.

## Награды
- Полный кавалер ордена Славы:
  - орден Славы I степени (7 июня 1968, орден № 2993);
  - орден Славы II степени (15 апреля 1945)[2];
  - орден Славы II степени (4 марта 1945, орден № 22689)[3];
  - орден Славы III степени (23 августа 1944, орден № 126796)[4];
- Орден Отечественной войны I степени (1985);
- Ряд медалей